# Vernești, Buzău
Vernești este satul de reședință al comunei cu același nume din județul Buzău, Muntenia, România. Se află pe valea râului Buzău, la ieșirea acestuia dintre dealurile subcarpatice. Distanța până în centrul orașului Buzău este de aproximativ 10 km, legătura feroviară făcându-se prin linia Buzău–Nehoiașu, iar rutier prin DN10.
Satul Vernești datează dinaintea secolului al XVII-lea, când era în proprietatea familiei Greceanu, și în localitate au trăit frații Șerban și Radu Greceanu, care au scris o parte din operele lor acolo. Tot în Vernești își are originea familia Marghiloman. La sfârșitul secolului al XIX-lea, comuna Vernești făcea parte din plasa Sărata a județului Buzău și era compusă din cătunele Agudu, Clinciu și Vernești, cu o populație totală de 710 locuitori. În comună funcționau o școală mixtă și două biserici, dintre care una este biserica Buna Vestire, zidită de jupân Jipa și Stanciu Vernescu în perioada 1714–1721, în timpul domniilor lui Ștefan Cantacuzino și Nicolae Mavrocordat în Țara Românească.
În perioada interbelică, în 1925, satul Vernești era chiar reședința plășii Nișcov, din care făcea parte comuna, care avea în total atunci 790 de locuitori.
Satele care alcătuiau comuna Vernești atunci sunt acum parte integrantă din satul Vernești, fiind incluse în el la reforma administrativă din 1968.

## Monumente istorice
- Ansamblul bisericii "Buna Vestire" (1714 - 1715) [cod:BZ-II-a-A-02493] [4]